# Schlacht von Hopton Heath
Die Schlacht von Hopton Heath fand am 19. März 1643 im 1. Englischen Bürgerkrieg statt.

## Die Schlacht
Am Sonntag, den 19. März 1643 kam es auf einer Anhöhe nahe der heutigen Gemeinde Hopton in Staffordshire zu einer kriegerischen Auseinandersetzung zwischen Royalisten und Parlamentariern. Hopton liegt an der damals strategisch wichtigen Straße zwischen der Hauptstadt der Royalisten Oxford und den Häfen von Yorkshire; von hier aus konnte man die Midlands kontrollieren.
Die Royalisten wurden von Spencer Compton, dem 2. Earl of Northampton geführt. Die 1500 Parlamentarier standen unter der Führung von Sir John Gell. Diese Einheit hatte einige Tage davor Lichfield eingenommen und zog in Richtung Stafford. Bei Hopton Heath wurde Gell von den Royalisten gestellt. Die Royalisten waren fast alle beritten. Zu den 1100 Kavalleristen kamen 100 Infanteristen und Artillerie.
Crompton ließ die parlamentarischen Truppen mit seiner starken Artillerie beschießen. Danach folgte eine Attacke der Kavallerie, der aber Gells Infanterie standhielt. Bei einer weiteren Attacke fiel der Earl of Northampton vom Pferd und fand im Nahkampf den Tod. Bei Einbruch der Nacht zogen sich die Parlamentarier in Richtung Chartley zurück und überließen den Royalisten Schlachtfeld und acht Geschütze. Beide Seiten reklamierten den Sieg; die Parlamentarier hatten zwar den größten Teil ihrer Artillerie verloren, die Royalisten jedoch ihren Heerführer. Etwa 300 bis 500 Soldaten fanden den Tod.